# 八氟化氙
八氟化氙是一种假想化合物， 化学式 XeF
8。 莱纳斯·鲍林在1933年预测了这种惰性气体化合物，  但与其它氟化氙不同，它可能不存在。 八氟化氙不仅在热力学不稳定，而且在动力学上也不稳定。2013年时仍未制得。这似乎是由于氙周围的氟原子的位阻效应而致。